# ريان بويل
ريان بويل (بالإنجليزية: Ryan Boyle)‏ هو لاعب اللاكروس أمريكي، ولد في 22 نوفمبر 1981 في Hunt Valley, Maryland ‏ في الولايات المتحدة.